# EXOPLANET 4 - The EℓyXiOn -
《EXOPLANET #4 - The EℓyXiOn -》은 대한민국의 음악 그룹 EXO의 네 번째 콘서트 투어이다. 공연 타이틀인 'The EℓyXiOn'은 선택받은 자들만이 갈 수 있는 낙원을 의미하며, 이상향을 찾아가는 EXO의 스토리와 컨셉으로 담았다.

## 개요
2017년 10월 19일, SM 엔터테인먼트는 EXO 공식 홈페이지를 통해 EXO의 네 번째 단독 콘서트 일정을 발표하였으며, 티켓 예매는 10월 25일에 YES24를 통해 진행되었다. EXO는 본 콘서트 투어를 통해 3회에 걸쳐 고척 스카이돔 무대에 오르는 위업을 달성하게 되었으며 총 11개월 간의 9개국 11개의 도시에서 25회의 공연을 통해 498,754명의 누적 관객을 동원하였다.

## The EℓyXiOn [dot]
2018년 6월 4일, SM 엔터테인먼트는 EXO 공식 홈페이지를 통해 고척스카이돔에서의 3일 간의 《EXOPLANET #4 - The EℓyXiOn [dot] -》 일정을 발표하였으며 예매는 YES24를 통해 6월 12일에 진행되었다. 앙코르 콘서트로서는 이례적으로 해외에서 동일한 구성의 투어로 방점을 찍게 되었으며 투어의 대미를 장식하는 의미로 이전 앙코르 콘서트 투어와 마찬가지로 공연 타이틀에 마침표를 의미하는 [dot]을 추가하였다.

## 투어 일정
| 날짜                     | 도시         | 국가       | 장소                               | 관객 동원     |
| ------------------------ | ------------ | ---------- | ---------------------------------- | ------------- |
| 2017년 11월 24일         | 서울         | 대한민국   | 고척스카이돔                       | 통산 75,084명 |
| 2017년 11월 25일         | 서울         | 대한민국   | 고척스카이돔                       | 통산 75,084명 |
| 2017년 11월 26일         | 서울         | 대한민국   | 고척스카이돔                       | 통산 75,084명 |
| 2017년 12월 22일         | 복강         | 일본       | 마린 멧세 후쿠오카                 | 통산 35,762명 |
| 2017년 12월 23일         | 복강         | 일본       | 마린 멧세 후쿠오카                 | 통산 35,762명 |
| 2017년 12월 24일         | 복강         | 일본       | 마린 멧세 후쿠오카                 | 통산 35,762명 |
| 2018년 1월 27일          | 기옥         | 일본       | 사이타마 슈퍼 아레나 스타디움 모드 | 통산 64,628명 |
| 2018년 1월 28일          | 기옥         | 일본       | 사이타마 슈퍼 아레나 스타디움 모드 | 통산 64,628명 |
| 2018년 2월 10일          | 대북         | 중화민국   | 타이베이 아레나                    | 통산 24,036명 |
| 2018년 2월 11일          | 대북         | 중화민국   | 타이베이 아레나                    | 통산 24,036명 |
| 2018년 2월 23일          | 대판         | 일본       | 쿄세라 돔 오사카                   | 통산 90,682명 |
| 2018년 2월 24일          | 대판         | 일본       | 쿄세라 돔 오사카                   | 통산 90,682명 |
| 2018년 3월 3일           | 싱가포르     | 싱가포르   | 싱가포르 인도어 스타디움           | 11,368명      |
| 2018년 3월 16일          | 방콕         | 태국       | 임팩트 아레나 무앙 통 타니         | 통산 40,628명 |
| 2018년 3월 17일          | 방콕         | 태국       | 임팩트 아레나 무앙 통 타니         | 통산 40,628명 |
| 2018년 3월 18일          | 방콕         | 태국       | 임팩트 아레나 무앙 통 타니         | 통산 40,628명 |
| 2018년 4월 28일          | 마닐라       | 필리핀     | 몰 오브 아시아 아레나              | 13,362명      |
| 2018년 6월 2일           | 홍콩         | 홍콩       | 아시아 월드 아레나                 | 통산 27,652명 |
| 2018년 6월 3일           | 홍콩         | 홍콩       | 아시아 월드 아레나                 | 통산 27,652명 |
| 2018년 7월 7일           | 쿠알라룸푸르 | 말레이시아 | 악시아타 아레나 부킷 자릴          | 13,852명      |
| 2018년 7월 13일          | 서울         | 대한민국   | 고척스카이돔[dot]                  | 통산 75,342명 |
| 2018년 7월 14일          | 서울         | 대한민국   | 고척스카이돔[dot]                  | 통산 75,342명 |
| 2018년 7월 15일          | 서울         | 대한민국   | 고척스카이돔[dot]                  | 통산 75,342명 |
| 2018년 8월 10일          | 마카오       | 마카오     | 베네시안 호텔 코타이 아레나[dot]   | 통산 26,358명 |
| 2018년 8월 11일          | 마카오       | 마카오     | 베네시안 호텔 코타이 아레나[dot]   | 통산 26,358명 |
| 총 누적 관계 - 498,754명 |              |            |                                    |               |

## 세트 리스트
- Opening VCR + Entrance Show (The Day) -

- 전야 (前夜) (The Eve)_Rearranged
- Forever
- Ko Ko Bop
- 으르렁 (Growl)_Rearranged
- Battle Scene (Performed By 시우민, 백현)

- VCR #2 (Total Eclipse) -
- I See You (카이 Solo)

- VCR #3 (Red Force) -
- CALL ME BABY
- 너의 손짓 (Touch It)
- 소름 (Chill)
- For Life (EN/디오 Solo With 찬열)
- Sweet Lies

- Ment -
- 부메랑 (Boomerang)
- Lotto
- Ka-CHING! (KR/EXO-CBX)
- Sing For You
- PLAYBOY (수호 Solo)

- VCR #4 (Awaken) -
- 손 (Nine Hands) (찬열 Solo)

- VCR #5 (Maze) -
- Cloud 9
- What U Do?
- Lucky One싱가포르, 마닐라, 쿠알라룸푸르 제외
- TENDER LOVE

- Ment -
- 기억을 걷는 밤 (Walk On Memories)
- Heaven (첸 Solo)

- VCR #6 (The EℓyXiOn) -
- Go (세훈 Solo)
- 다이아몬드 (Diamond)
- Beat Burger Remix Medley

1. Coming Over
2. Run This
3. Drop That
4. Power

- Encore -
- Monster서울 한정
- 나비소녀 (Don't Go)

- Ment -
- 너의 세상으로 (Angel)

- Ending -

- Opening VCR + Entrance Show (The Day) -

- 전야 (前夜) (The Eve)_Rearranged
- Forever
- Ko Ko Bop
- 으르렁 (Growl)_Rearranged
- Battle Scene (Performed By 시우민, 백현)

- VCR #2 (Total Eclipse) -
- I See You (카이 Solo)

- VCR #3 (Red Force) -
- CALL ME BABY
- 너의 손짓 (Touch It)
- 소름 (Chill)
- For Life (EN/디오 Solo With 찬열)
- Sweet Lies

- Ment -
- 부메랑 (Boomerang)
- Lotto
- Ka-CHING! (JP/EXO-CBX)
- Sing For You
- PLAYBOY (수호 Solo)복강 제외

- VCR #4 (Awaken) -
- 손 (Nine Hands) (찬열 Solo)

- VCR #5 (Maze) -
- Cloud 9
- What U Do?
- Lucky One
- TENDER LOVE

- Ment -
- Cosmic Railway (JP)복강 제외
- 기억을 걷는 밤 (Walk On Memories)
- Heaven (첸 Solo)

- VCR #6 (The EℓyXiOn) -
- Go (세훈 Solo)
- 다이아몬드 (Diamond)복강 한정 / Eletcric Kiss (JP)
- Beat Burger Remix Medley (JP)

1. Coming Over
2. Run This
3. Drop That
4. Power (Only KR)

- Encore -
- Monster
- 나비소녀 (Don't Go)

- Ment -
- 너의 세상으로 (Angel)

- Ending -

- Opening VCR + Entrance Show (The Day) -

- 전야 (前夜) (The Eve)_Rearranged
- Forever
- Ko Ko Bop
- 으르렁 (Growl)_Rearranged
- JMT (세훈 Solo)

- VCR #2 (Total Eclipse) -
- I See You (카이 Solo)

- VCR #3 (Red Force) -
- CALL ME BABY
- 너의 손짓 (Touch It)
- 소름 (Chill)
- For Life (EN/디오 Solo With 찬열)
- 내가 미쳐 (Going Crazy)
- Sweet Lies

- Ment -
- 부메랑 (Boomerang)
- Lotto
- Ka-CHING! (KR/EXO-CBX)
- Sing For You
- PLAYBOY (수호 Solo)

- VCR #4 (Awaken) -
- PSYCHO (백현 Solo)

- VCR #5 (Maze) -
- Heaven
- What U Do?마카오 제외
- Lucky One마카오 제외
- TENDER LOVE
- 3.6.5

- Ment -
- 기억을 걷는 밤 (Walk On Memories)
- 월광 (Moonlight)

- VCR #6 (The EℓyXiOn) -
- We Young (EXO-SC)
- Electric Kiss (JP)마카오 제외
- Beat Burger Remix Medley

1. Coming Over
2. Run This
3. Drop That
4. Power

- Encore VCR-
- Beyond (시우민 Solo)
- Years (첸 Solo)
- Lucky
- Run

- Ment -
- Universe

## 관련 디스코그래피

### DVD
| 종류 | DVD 정보                                                                 |
| ---- | ------------------------------------------------------------------------ |
| DVD  | 《EXOPLANET #4 - The EℓyXiOn - in SEOUL》 DVD - 발매일 : 2018년 8월 21일 |

### CD
| 종류       | 앨범 정보                                                                  |
| ---------- | -------------------------------------------------------------------------- |
| 라이브앨범 | 《EXOPLANET #4 - The EℓyXiOn [dot] - in SEOUL》 - 발매일 : 2019년 1월 30일 |

## 제작
- EXO (디오, 첸, 찬열, 세훈, 수호, 카이, 시우민, 백현)
- 주최 : SM 엔터테인먼트
- 주관 : 드림메이커, 드림시큐리티
- 후원 : YES24
- 총연출 : 심재원
- 영상감독 : 권순욱